# حارة نادي المجد (صنعاء)

تعديل مصدري - تعديل

حارة نادي المجد هي إحدى حارات حي شعوب بمديرية شعوب إحد مديريات العاصمة اليمنية صنعاء، بلغ تعداد سكانها 7797 نسمة حسب تعداد اليمن لعام 2004.